# ابن الملقن
ابن الملقن هو الإمام عمر بن علي بن أحمد بن محمد بن عبد الله، سراج الدين أبو حفص الأنصاري الوادي آشي الأندلسي التكروري المصري الشافعي، ويعرف بابن النَّحْوِيّ، لأن أباه كان نَحْوِيّاً، يعد من أكابر علماء الحديث والتاريخ والفقه.

## ولادته ونشأته
أصل ابن المُلَقِّن من وادي آش بالأندلس، ثم انتقل أبوه منها إلى تكرور، ثم قدم إلى القاهرة، ولد في الثاني والعشرين من شهر ربيع الأول سنة 723 هـ، توفي والده بعد ولادته بعام، فنشأ يتيماً، لكن زوج والدته الجديد وصديق والده الشيخ عيسى المغربي كان له الأثر الكبير في توجيهه لطلب العلم ونبوغه فيه، فقرأ على عامة شيوخ عصره وسمع منهم، ورحل إلى دمشق وحماة، والقدس، وبلاد الحرمين.

## شيوخه
1. خليل بن كيكلدي العلائي.
2. عبد الرحمن الصالحي.
3. عبد الرحيم الإسنوي.
4. ابن هشام.
5. تقي الدين السبكي.
6. عبد العزيز الكناني المعروف بعز الدين ابن جماعة.
7. إبراهيم المناوي.

## تلاميذه
1. عبد الرحيم بن الحسين العراقي.
2. أحمد بن عثمان الريشي.
3. أحمد بن علي المقريزي.
4. ابن حجر العسقلاني.
5. محمد بن موسى بن عيسى الدميري
6. جلال الدين محمد بن أحمد بن محمد المحلي

## مصنفاته
لابن الملقن نحو ثلاثمئة مصنف منها:
1. التذكرة في علوم الحديث.
2. الإعلام بفوائد عمدة الأحكام.
3. إيضاح الارتياب في معرفة ما يشتبه ويتصحف من الأسماء والأنساب.
4. غريب كتاب الله العزيز.
5. التوضيح لشرح الجامع الصحيح. وقد ابتدأ في تأليفه 763هـ وفرغ منه 785هـ.[5]
6. البدر المنير في تخريج أحاديث شرح الوجيز للرافعي.
7. خلاصة الفتاوي في تسهيل أسرار الحاوي.
8. كافي المحتاج إلى شرح المنهاج في علم الاصول
9. عمدة المحتاج في شرح المنهاج للنووي
10. عجالة المحتاج إلى توجيه المنهاج
11. تحفة المحتاج إلى أدلة المنهاج

## وفاته
توفي ابن الملقن ليلة الجمعة السادس عشر ربيع الأول سنة 804 هـ, وله من العمر إحدى وثمانون سنة.